# Nowina (Zaczopki)
Nowina – część wsi Zaczopki w Polsce położona w województwie lubelskim, w powiecie bialskim, w gminie Rokitno.